# Irina Gordeeva
Irina Andreevna Gordeeva (in russo Ирина Андреевна Гордеева?; 9 ottobre 1986) è un'altista russa.

## Palmarès
| Anno                                                | Manifestazione    | Sede       | Evento        | Risultato | Prestazione | Note |
| --------------------------------------------------- | ----------------- | ---------- | ------------- | --------- | ----------- | ---- |
| In rappresentanza della Russia                      |                   |            |               |           |             |      |
| 2003                                                | Mondiali allievi  | Sherbrooke | Salto in alto | 7ª        | 1,75 m      |      |
| 2004                                                | Mondiali juniores | Grosseto   | Salto in alto | 9ª        | 1,80 m      |      |
| 2005                                                | Europei juniores  | Kaunas     | Salto in alto | 4ª        | 1,82 m      |      |
| 2009                                                | Europei indoor    | Torino     | Salto in alto | 5ª        | 1,92 m      |      |
| 2010                                                | Mondiali indoor   | Doha       | Salto in alto | 10ª (q)   | 1,89 m      |      |
| 2010                                                | Europei           | Barcellona | Salto in alto | 13ª (q)   | 1,90 m      |      |
| 2011                                                | Universiadi       | Shenzhen   | Salto in alto | 4ª        | 1,86 m      |      |
| 2012                                                | Mondiali indoor   | Istanbul   | Salto in alto | 9ª (q)    | 1,92 m      |      |
| 2012                                                | Europei           | Helsinki   | Salto in alto | Bronzo    | 1,92 m      |      |
| 2012                                                | Olimpiadi         | Londra     | Salto in alto | 9ª        | 1,93 m      |      |
| 2013                                                | Mondiali          | Mosca      | Salto in alto | 8ª        | 1,93 m      |      |
| 2014                                                | Mondiali indoor   | Sopot      | Salto in alto | 13ª (q)   | 1,92 m      |      |
| In rappresentanza degli Atleti Neutrali Autorizzati |                   |            |               |           |             |      |
| 2017                                                | Mondiali          | Londra     | Salto in alto | 16ª (q)   | 1,89 m      |      |